# Niquelskutterudita
La niquelskutterudita és un mineral arsenur, de la classe dels minerals sulfurs, i dins d'aquesta pertany a l'anomenat subgrup de la skutterudita. Va ser descoberta l'any 1845 prop de Schneeberg a les Muntanyes Metal·líferes, a l'estat de Saxònia (Alemanya), sent nomenada així per ser el membre amb níquel de la sèrie de la Skutterudita.
Un sinònim poc usat és dienerita.

## Característiques químiques
És un arsenur de níquel, pertanyent al grup de la skutterudita que agrupa a tots els arsenurs. Forma una sèrie de solució sòlida amb el mineral Skutterudita (CoAs₃), en la qual la substitució gradual del níquel per cobalt va donant els diferents minerals de la sèrie. A més dels elements de la seva fórmula, sol portar com a impureses: ferro, bismut i sofre. Fins a l'any 2017 la fórmula química per a la niquelskutterudita era NiAs3–x, però un article publicat a l'American Mineralogist proposava la fórmula Ni,Co,Fe)As₃, sent aprovada durant el mateix any per l'Associació Mineralògica Internacional.

## Formació i jaciments
Es forma en vetes d'alteració hidrotermal dipositat a moderada temperatura. Sol trobar-se associat a altres minerals com: arsenopirita, plata nativa, bismut natiu, calcita, siderita, barita o quars. Als territoris de parla catalana ha estat descrita a la mina Eureka (La Torre de Cabdella, Pallars Jussà).